# 감문로
감문로(Gammun-ro)는 경상북도 김천시 대신동에서 김천시 감문면 배시내 삼거리 을 잇는 도로이다.

## 주요 경유지
경상남도
- 김천시 (대신동 - 어모면 - 감문면)

## 노선
| 이름         | 접속 노선                 | 소재지 | 소재지 | 비고 |
| ------------ | ------------------------- | ------ | ------ | ---- |
| (이름없음)   | 국도 제58호선 (환경로)    | 김천시 | 대신동 |      |
| (이름없음)   | 다남로                    | 김천시 | 대신동 |      |
| 오청교       |                           | 김천시 | 어모면 |      |
| 덕촌 교차로  | 국도 제3호선 (김천순환로) | 김천시 | 어모면 |      |
| 덕촌교       |                           | 김천시 | 어모면 |      |
| (이름없음)   | 지방도 제997호선 (개령로) | 김천시 | 어모면 |      |
| 보광고개     |                           | 김천시 | 감문면 |      |
| 삼성교       |                           | 김천시 | 감문면 |      |
| 광덕교       |                           | 김천시 | 감문면 |      |
| 배시내삼거리 | 국도 제59호선 (김선로)    | 김천시 | 감문면 |      |